# Per Sondén
Per Henning Simeon Sondén, född den 12 april 1853 i Linköping, död den 16 september 1955 i Djursholm, var en svensk arkivman och historiker.
Sondén blev student vid Uppsala universitet 1872, promoverades där 1883 till filosofie doktor på avhandlingen Nils Bielke och det svenska kavalleriet 1674–1679 och inträdde 1883 som extra ordinarie amanuens i Riksarkivet, där han 1899 befordrades till ordinarie amanuens och arkivarie (1910 förste arkivarie). År 1920 tog han avsked som förste arkivarie och sektionschef i Riksarkivet. Sondén redigerade band I, III, VI–X (1888–1900) av urkundspublikationen Axel Oxenstiernas skrifter och brefvexling. Senare afdelningen (brev till Oxenstierna). För samlande och kopiering av Oxenstiernas egenhändiga brev besökte han ett tjugutal utländska arkiv. Dessutom utgav han Svenska residenten Lars Nilsson Tungels efterlämnade papper (i "Historiska handlingar", del 22, 1907–1909) samt skrev bland annat Axel Oxenstierna och hans broder (i Föreningen Heimdals folkskrifter, 1903), uppsatser i Historisk tidskrift och Nordisk tidskrift samt artiklar i Nordisk familjebok. Han utgav vidare 16:e delen (omfattande 1654–1656) av Svenska riksrådets protokoll (1923) och skrev Bröderna Momma-Reenstierna (i "Historisk tidskrift", 1911), Ur Sondénsläktens historia (1922), en biografi över den kände politikern Hugo Tamm till Fånöö (1925) samt över Biskop A.F. Beckman (1931). Sondén invaldes som ledamot av Samfundet för utgivande av handskrifter rörande Skandinaviens historia 1887. Han blev riddare av Nordstjärneorden 1906.
Per Sondén var son till Anders Fredrik Sondén samt bror till Mårten och Klas Sondén. Han är begraven på Djursholms begravningsplats.